# Косдаулет
Косдауле́т (каз. Қосдәулет) — пески в Прикаспийской низменности. Расположены на территории Курмангазинского и Исатайского районов Атырауской области, в южной части песков Нарына. Ниже уровня моря на 12 м. Высота песчаных холмов в пределах 2-5 м. Произрастают бурьян, полынь и эфемерные растения. Грунтовые воды встречаются на глубине 2-3 м. Есть родники (Жардем и др.).